# Liste der Kulturdenkmäler in Weisel (Rhein-Lahn-Kreis)
In der Liste der Kulturdenkmäler in Weisel sind alle Kulturdenkmäler der rheinland-pfälzischen Ortsgemeinde Weisel aufgeführt. Grundlage ist die Denkmalliste des Landes Rheinland-Pfalz (Stand: 8. Dezember 2023).

## Denkmalzonen
| Bezeichnung          | Lage | Baujahr | Beschreibung | Bild |
| -------------------- | --- | ------- | --- | --- |
| Denkmalzone Ortskern | Altpforter Straße 1–10, Brückenstraße 1–4, Ellenbogenstraße 1–6, Frankreicher Straße 1–8, Hintergasse 1, 3–8, Kirchgasse 2–12, Klappergasse 1–15, Neupforter Straße 1–11, Neustraße 1–15, Scheunengasse Lage |         | Grundriss und Bebauungsstruktur der spätmittelalterlichen Stadtgründung blieben erhalten, an den Parzellengrenzen ist der Verlauf der Ortsbefestigung abzulesen | [[Vorlage:Bilderwunsch/code!/C:50.118744,7.799931!/D:Altpforter Straße 1–10, Brückenstraße 1–4, Ellenbogenstraße 1–6, Frankreicher Straße 1–8, Hintergasse 1, 3–8, Kirchgasse 2–12, Klappergasse 1–15, Neupforter Straße 1–11, Neustraße 1–15, Scheunengasse,!/\|BW]] |

## Einzeldenkmäler
| Bezeichnung                          | Lage                               | Baujahr                            | Beschreibung | Bild                           |
| ------------------------------------ | ---------------------------------- | ---------------------------------- | --- | ------------------------------ |
| Wohnhaus                             | Altpforter Straße 2 Lage           | 18. Jahrhundert                    | Fachwerkhaus, verputzt und verschiefert, wohl aus dem 18. Jahrhundert                                                                                         | BW                             |
| Wohnhaus                             | Altpforter Straße 20 Lage          | Mitte des 19. Jahrhunderts         | klassizistisches Wohnhaus, verschiefert, wohl aus der Mitte des 19. Jahrhunderts, Ladenfront um 1920                                                          | BW                             |
| Katholische Sebastians-Kapelle       | Altpforter Straße 21 Lage          | 1855/56                            | kleiner romanisierender Bruchsteinbau, 1855/56 | weitere Bilder Fotos hochladen |
| Wohnhaus                             | Altpforter Straße 25 Lage          | frühes 20. Jahrhundert             | villenartiges Wohnhaus, teilweise mit Zierverschieferung und Fachwerk, frühes 20. Jahrhundert                                                                 | BW                             |
| Blücher-Denkmal                      | Altpforter Straße, bei Nr. 25 Lage | 1913                               | kleines spätwilhelminisches Denkmal, Kunststein, bezeichnet 1913. Bildhauer: Johannes Sipp                                                                    | weitere Bilder Fotos hochladen |
| Wohnhaus                             | Frankreicher Straße 2 Lage         | 18. Jahrhundert                    | Fachwerkhaus, 18. Jahrhundert | BW                             |
| Quereinhaus                          | Frankreicher Straße 5 Lage         | 17. oder 18. Jahrhundert           | Fachwerk-Quereinhaus, teilweise verschiefert, Fachwerk aus dem 17. oder 18. Jahrhundert, Kniestock aus dem 19. Jahrhundert; Fachwerkscheune, teilweise massiv | BW                             |
| Pfarrhaus                            | Kirchgasse 6 Lage                  | um 1905/10                         | villenartige Pfarrhaus mit steilem Walmdach, um 1905/10; mit Ausstattung und Pfarrgarten                                                                      | BW                             |
| Evangelische Pfarrkirche St. Andreas | Kirchgasse 10 Lage                 | 1776/77                            | fünfachsiger Saalbau, 1776/77, Westturm 1815–23, Architekt Christian Zais                                                                                     | weitere Bilder Fotos hochladen |
| Wohnhaus                             | Neustraße 6 Lage                   | zweite Hälfte des 18. Jahrhunderts | Fachwerkhaus, verputzt und verschiefert, wohl aus der zweiten Hälfte des 18. Jahrhunderts                                                                     | BW                             |